# Protanyderus margarita
Protanyderus margarita is een muggensoort uit de familie van de Tanyderidae. De wetenschappelijke naam van de soort is voor het eerst geldig gepubliceerd in 1948 door Alexander.